# 齊天大勝
《齊天大勝》是臺灣電視公司星期六晚間綜藝節目，製作單位哇哈哈製作公司，製作人沈玉琳和梁赫群，總主持人吳宗憲，口號：「《齊天大勝》，猴塞雷！」

## 播出時期
- 《齊天大勝》播出日期為2005年7月9日至2007年9月29日。2007年4月28日，《齊天大勝》播出台視45周年台慶特別節目《齊天大勝：台視生日快樂》，在台視大樓第一攝影棚與第五攝影棚錄影，主持人是吳宗憲、小潘潘、小鐘、王瞳[2]。2007年10月6日起，《齊天大勝》改名為《綜藝大勝戰》，主持人是吳宗憲、小潘潘、小鐘、王瞳，保留〈猜猜我是誰〉單元，新增〈憲憲 Long Stay〉、〈我家也有大明星〉、〈爆衝型人──街頭豪華版〉等單元。2007年11月17日，《綜藝大勝戰》停播。

## 歷屆主持人
- 2005年7月9日－2005年12月3日：吳宗憲、小潘潘、蔡淑臻
- 2005年12月10日－2006年12月9日：吳宗憲、Sweety（劉品言、曾之喬）
- 2006年12月9日－2007年9月29日：吳宗憲、小潘潘、小鐘、王瞳

## 播放時間
- 台視 星期六晚上8:00至10:00
- TVBS Asia 星期日晚上7:00至9:00

## 推出的單元
- 〈IQ大會考〉：六人參賽，每兩人為一組的益智問答。答對者可指定另外兩組之中的任何一組受罰，答錯者必須親自受罰。受罰時前方將會噴出各式道具2種給受罰組別使用，道具的種類很多不一定有實用性（運氣最好可以抽到完整的折疊傘，但通常都是抽到被改造成許多破洞的造型傘），道具可能有手電筒、面膜、沐浴乳、洗面乳、洗髮乳、牙刷與牙膏組、小黃瓜、紅蘿蔔、玉米、大香腸、烤肉串、小紙傘、刷子、蛙鏡、彩帶噴筒等等，且乘坐的雙人椅將會往後拖行至後方水流底下接受頭頂淋水懲罰，以夏冬季節不同分為溫水以及冷水，有時還會有「加料」處罰，例如成堆的豆腐、仙草、甘蔗渣、麵條、髮菜、豬血或海帶砸在受罰者頭上。
- 〈無敵發燒星〉：最熱門的話題人物，最與眾不同的特殊才藝，最意想不到的新奇眼事物，每週即時報乎你知！
- 〈門不當戶不對〉：愛情對對碰、男女相對論、最厲害、最勁爆，臉紅心動愛情大冒險！
- 〈誰來嗆聲〉：舞界Dance Queen齊聚一堂舞藝大車拼！！！國標舞天后、夜店熱舞女郎、火辣鋼管女王輪番上陣，舞林高手捉對廝殺，保證讓人目不暇給！
- 〈全民英檢〉：由參賽藝人與外國朋友一同來進行英文單字的比手畫腳遊戲，要用「台式英語」（Taiwanese English）與外國朋友溝通。
- 〈憲在不准笑〉：不管發生什麼情況，不管「導師」（吳宗憲）或其他「老師」怎麼逗「學生」（其他主持人及來賓）笑，每個人（觀眾及攝影師除外）都不准笑，不然就要接受教官鄒佩真的「紅不讓」（用海綿球棒打屁股）處罰！在上课之前，大家齐唱《大笑之歌》。此單元被質疑抄襲日本電視台長壽節目《日本不准笑》（ダウンタウンのガキの使いやあらへんで!）。
- 〈瘋狂搶搶滾〉：藝人與Show Girl必須在長達12公尺、持續旋轉的圓形強化壓克力中，來回從一頭翻滾到另一頭，才算得分。
- 〈嘴巴手指不一樣〉：所有參與遊戲的來賓，跟著節奏一起打拍子。一到五的數字任君選擇，輪流叫號。如果嘴巴說的和手指比的數字相同，就要接受30秒的亂問亂答；能夠在限時內回答出正確答案，就可以繼續進行遊戲。
- 〈孤注一擲〉：2007年3月17日至6月9日播出。現場16位Lucky Girl手中各有一只金額大小不同的箱子，主持人不斷出價換購參賽者手中的箱子。如參賽者拒絕接受所有交易，參賽者手中最後拿到的一只箱子裡面的金額，就是該名參賽者所獲得的金額，最高金額是新台幣100萬元（有時會增至新台幣150萬元）。這個節目類似由Endemol製作的電視節目《一擲千金》（Deal or No Deal），只是獎金結構較《一擲千金》簡單一些。於2007年4月14日播出的一集，JUNIOR贏得新台幣150萬元獎金。
- 〈爆衝型人〉：2007年6月16日首播。製作單位準備事先挖洞的保麗龍厚板，參與遊戲的藝人必須擺姿勢通過洞口。沒過關的人會被保麗龍道具推入水池，還會被吳宗憲奚落。
- 〈群模亂舞〉：
- 〈不准提你我他〉：不可講出「你」「我」「他」三字，否則受罰。
- 〈夏日電臀大賽〉：選秀單元。邀請女性觀眾來比賽誰的臀部搖晃的速率最快。
- 〈憲在去逛街〉：外景單元。主持人帶領藝人分頭逛街，路上預先安排衝突、搞笑、驚嚇等狀況，看藝人會產生什麼樣的反應。
- 〈哇塞！孩子王〉：
- 〈白目兄妹〉：外景單元，2007年7月28日首播。打賭敢不敢在眾目睽睽之下做一些被一般人認為是很無聊、很白痴的事情。例如：唱《生日快樂》歌的時候，仍然覺得很悲傷，讓一旁的人不知道該怎麼辦才好。
- 〈風雲技會〉：
- 〈世紀鋼管秀〉：選秀單元。邀請女性觀眾來比賽跳鋼管舞。
- 〈猜猜我是誰〉：外景單元，2007年9月21日首播。每集惡整一位參賽藝人，其他藝人到處找民眾來指認被惡整的藝人是誰。猜對的民眾有獎金可拿，猜錯的民眾會被眾藝人以盤裝的刮鬍膏砸臉。

## 爭議內容
〈IQ大會考〉「豬奶說」事件
2005年11月19日播出的〈IQ大會考〉中，吳宗憲提及伊斯蘭教先知穆罕默德曾經喝過豬奶而禁止穆斯林吃豬肉，是為「豬奶說」，引起台灣穆斯林抗議。
2005年12月7日上午，台視總經理鄭優在台視「主管晨報」中要求檢討懲處失職人員，並嚴令今後於節目製作時嚴格把關，絕對不容許類似事件再度發生。台視在該日上午召開記者會公開道歉，吳宗憲在該日中午公開向中國回教協會理事長趙錫麟鞠躬道歉。梁赫群說，該題問的是「哪個宗教不吃豬肉」，吳宗憲為了豐富答案內容才會說出這段錯誤解釋，但其原意並非輕藐穆斯林，製作單位也深表道歉。
〈爆衝型人〉抄襲疑雲
2007年6月16日〈爆衝型人〉首播時，被觀眾質疑是抄襲韓國SBS綜藝節目《炸裂！精神統一》。沈玉琳解釋，他早在台視已停播的兩個綜藝節目《少年兵團》及《台灣紅不讓》就做過這種類型的節目，點子是他想的，沒有抄襲的問題。但實際上，該單元是源自日本富士電視台綜藝節目《TUNNELS的託大家的福》於2006年7月推出的單元〈腦壁〉。
〈猜猜我是誰〉惡整路人事件
2007年9月19日，〈猜猜我是誰〉在台北市西門町進行首次錄影。當時，小鐘被惡整，頭部被套上絲襪，還得坐輪椅，讓他的緋聞女友王怡仁推著他，到處找民眾指認。9月20日，一位自稱當天路過的人指稱，當時他看到，一位穿著條紋上衣的女性路人被強拉來指認小鐘，她猜錯了，刮鬍膏就砸在她臉上，使她眼眶泛紅。王怡仁見狀，對吳宗憲說：「糟糕，你嚇到人家啦！」然後整隊人馬丟給該位女性路人一包面紙就跑了。對此，沈玉琳說：「現場的確出現疏失，我們希望這位小姐直接打電話來給我們，我們願登門致歉。」並說該段錄影會在取得該位女性路人同意之後才會播出。台視節目部表示會追究製作單位的責任，並說製作單位其實已經給了該位女性路人新台幣2000元紅包壓驚。

## 外部連結
- 台視《齊天大勝》專屬網頁 （页面存档备份，存于）

| 臺灣 台視主頻 每週六 20:00 - 22:00        | 臺灣 台視主頻 每週六 20:00 - 22:00           | 臺灣 台視主頻 每週六 20:00 - 22:00 |
| ----------------------------------------- | -------------------------------------------- | ---------------------------------- |
|                                           | 齊天大勝 （2005年7月9日－2007年9月29日）     |                                    |
| 週六響叮噹 （2005年3月5日－2005年7月2日） | 綜藝大勝戰 （2007年10月6日－2007年11月17日） |                                    |